# Фроес, Фелипе
Фелипе Фроес (порт.-браз. Felipe Froes; род. 17 ноября 1991 года, Бразилия) — бразильский боец смешанных боевых искусств (ММА), представитель полулёгкой весовой категории. Выступает на профессиональном уровне с 2011 года. Бывший чемпион Absolute Championship Akhmat (ACA) в полулёгком весе, бывший чемпион Shooto Brazil в полулёгком весе.

## Биография

### Ранние годы
Фелипе Фроес родился 17 ноября 1991 года в Бразилии.

### Карьера в смешанных единоборствах
Карьеру в профессиональном ММА Фелипе начал в 2011 году, выступая в бразильских организациях. Свой дебютный бой он провёл против местного бойца в организации GFC на турнире "Gouveia Fight Championship 2". Тогда Фелипе в первом же раунде выиграл с помощью удушающего приёма сзади. В начале своей карьеры в смешанных единоборствах выступал преимущественно в местных организациях Shooto Brazil, AF - Amazon Fight, GFC - Gouveia Fight Championship. Владел поясом чемпиона бразильской организации Shooto Brazil.

### Absolute Championship Akhmat
26 января 2019 года дебютировал в крупной организации мира Absolute Championship Akhmat (ACA) на турнире "ACA 91 - Absolute Championship Akhmat" и одержал досрочную победу над Сайфуллахом Джабраиловым техническим нокаутом в первом же раунде. Далее ему в соперники дали шведского бойца Франца Слио, их противостояние продлилось всё отведëнное время, в итоге победу большинством судейских голосов одержал Фелипе Фроес. После второй победы он стал одним из основных претендентов на пояс чемпиона ACA.
4 октября 2019 года на турнире "ACA 100 - Grozny" завоевал титул чемпиона ACA в полулёгком весе, тогда бразилец отобрал титул у россиянина Салмана Жамалдаева, выиграв единогласным решением судей, и, тем самым, взял у него реванш за поражение двухлетней давности.
Фелипе один из не многих бойцов, которые потеряли пояс не в бою, а на весах. На взвешивании к турниру "ACA 116 - Balaev vs. Froes" он не сумел уложиться в свою весовою категорию, за это нарушение был наказан руководством организации и лишён титула чемпиона полулёгкого веса, а также был оштрафован и лишён 20 процентов гонорара. В итоге запланированный титульный бой между бразильцем и россиянином Маратом Балаевым состоялся в статусе нетитульного боя, бой завершился в третьем раунде, победу техническим нокаутом праздновал Фелипе Фроес.

## Титулы
- Absolute Championship Akhmat 
  -  Чемпион (ACA) в полулёгком весе.
- Shooto Brazil 
  -  Чемпион в полулёгком весе.

## Статистика ММА
| Боёв 28  | Побед 21 | Поражений 6 |
| -------- | -------- | ----------- |
| Нокаутом | 9        | 1           |
| Сдачей   | 2        | 2           |
| Решением | 10       | 3           |
| Ничьи    | 1        | 1           |

| Результат | Рекорд | Соперник                           | Способ                                    | Турнир                              | Дата             | Раунд | Время | Место        | Примечание                                   |
| --------- | ------ | ---------------------------------- | ----------------------------------------- | ----------------------------------- | ---------------- | ----- | ----- | ------------ | -------------------------------------------- |
| Поражение | 21-6-1 | Алихан Сулейманов                  | Сабмишном (удушение север-юг)             | ACA 141: Фроес - Сулейманов         | 22 июля 2022     | 4     | 1:05  | Сочи, Россия | Бой за временный титул АСА в полулёгком весе |
| Победа    | 21-5-1 | Рамазан Кишев                      | Решением (единогласным)                   | ACA 137: Магомедов - Матевосян      | 6 марта 2022     | 3     | 5:00  |              |                                              |
| Победа    | 20-5-1 | Нурберген Шарипов                  | Техническим нокаутом (удары)              | ACA 130: Дудаев - Прайа             | 4 октября 2021   | 1     | 2:18  |              |                                              |
| Поражение | 19-5-1 | Магомедрасул Хасбулаев             | Сабмишном (удушение сзади)                | ACA 120: Фроес - Хасбулаев          | 26 марта 2021    | 4     | 1:02  |              |                                              |
| Победа    | 19-4-1 | Марат Балаев                       | Техническим нокаутом (удары)              | ACA 116: Балаев - Фроес             | 18 декабря 2020  | 3     | 1:19  |              |                                              |
| Победа    | 18-4-1 | Салман Жамалдаев                   | Решением (единогласным)                   | ACA 100 Грозный                     | 4 октября 2019   | 5     | 5:00  |              |                                              |
| Победа    | 17-4-1 | Франц Слио                         | Решением (большинством судейских голосов) | ACA 96 Lodz                         | 8 июня 2019      | 3     | 5:00  |              |                                              |
| Победа    | 16-4-1 | Сайфуллах Джабраилов               | Техническим нокаутом                      | ACA 91 Absolute Championship Akhmat | 26 января 2019   | 1     | 0:48  |              |                                              |
| Поражение | 15-4-1 | Курбан Тайгибов                    | Решением (единогласным)                   | WFCA 50 Emelianenko vs. Johnson     | 18 августа 2018  | 3     | 5:00  |              |                                              |
| Поражение | 15-3-1 | Салман Жамалдаев                   | Решением (раздельным)                     | WFCA 43 Grozny Battle               | 4 октября 2017   | 5     | 5:00  |              |                                              |
| Победа    | 15-2-1 | Хункар Осмаев                      | Решением (единогласным)                   | WFCA 38 Grozny Battle               | 21 мая 2017      | 3     | 5:00  |              |                                              |
| Победа    | 14-2-1 | Зураб Бетергараев                  | Техническим нокаутом (удары)              | WFCA 32 Grozny Battle               | 19 ноября 2016   | 2     | 3:52  |              |                                              |
| Победа    | 13-2-1 | Маркос Винисиус                    | Решением (единогласным)                   | Shooto - Brazil 63                  | 22 мая 2016      | 3     | 5:00  |              |                                              |
| Победа    | 12-2-1 | Реджинальдо Корвао                 | Нокаутом (удары)                          | Shooto Brazil - Shooto Brazil 60    | 5 декабря 2015   | 1     | 3:27  |              |                                              |
| Победа    | 11-2-1 | Тиаго Луис                         | Решением (раздельным)                     | Shooto Brazil - Shooto Brazil 54    | 17 мая 2015      | 3     | 5:00  |              |                                              |
| Победа    | 10-2-1 | Уолтер Замора                      | Решением (единогласным)                   | Shooto Brazil 49 - Fight for BOPE 4 | 24 августа 2014  | 3     | 5:00  |              |                                              |
| Победа    | 9-2-1  | Лусио Хантару                      | Сабмишном (удушение ручным треугольником) | Shooto Brazil - Shooto Brazil 47    | 4 апреля 2014    | 1     | 4:38  |              |                                              |
| Победа    | 8-2-1  | Даниэль де Альмейда                | Решением (единогласным)                   | Shooto - Brazil 44                  | 14 ноября 2013   | 3     | 5:00  |              |                                              |
| Победа    | 7-2-1  | Виктор Хуго                        | Техническим нокаутом (удары)              | Shooto - Brazil 41                  | 12 июля 2013     | 2     | 0:42  |              |                                              |
| Ничья     | 6-2-1  | Ренато Мойкано                     | Ничья (большинством судейских голосов)    | Shooto - Brazil 36                  | 23 ноября 2012   | 3     | 5:00  |              |                                              |
| Поражение | 6-2    | Даглас Сильва де Андраде           | Нокаутом (удар ногой в голову)            | Shooto - Brazil 30                  | 2 июня 2012      | 3     | 3:49  |              |                                              |
| Победа    | 6-1    | Сосимар де Оливейра Сильва младший | Решением (единогласным)                   | Amazon Fight 16 - Ananindeua        | 12 апреля 2012   | 3     | 5:00  |              |                                              |
| Победа    | 5-1    | Веллингтон Перейра де Альмейда     | Нокаутом (фронт-кик)                      | AF - Amazon Fight 15                | 22 марта 2012    | 1     | 0:54  |              |                                              |
| Победа    | 4-1    | Луис Энрике да Сильва Монтейро     | Техническим нокаутом (удары)              | Amazon Fight 11 - Castanhal         | 16 февраля 2012  | 2     | 1:15  |              |                                              |
| Победа    | 3-1    | Пабло Хавьер Льямпа                | Нокаутом (удар)                           | AF - Amazon Fight 10                | 7 декабря 2011   | 1     | 1:06  |              |                                              |
| Поражение | 2-1    | Сосимар де Оливейра Сильва младший | Решением (единогласным)                   | AF - Amazon Fight 9                 | 15 сентября 2011 | 3     | 5:00  |              |                                              |
| Победа    | 2-0    | Деивисон Франсиско Рибейру         | Решением (раздельным)                     | AF - Amazon Fight 8                 | 27 мая 2011      | 3     | 5:00  |              |                                              |
| Победа    | 1-0    | Кловис Барбоза                     | Сабмишном (удушение сзади)                | GFC - Gouveia Fight Championship 2  | 23 января 2011   | 1     | 2:01  | Натал        | Дебют в ММА                                  |